# 컬럼비아 경영대학원
컬럼비아 경영대학원(Columbia Business School, CBS)은 미국 뉴욕주 뉴욕 시 맨해튼에 위치한 컬럼비아 대학교의 경영전문대학원으로, 1916년 설립되었으며 아이비 리그 경영 대학원 6개중 하나이자 세계 최고의 경영전문대학원인 M7에 해당한다. 체이스 맨하튼 은행 회장 알론조 헵번(Alonzo Hepburn)이 설립하였으며 처음에는 11명의 교수진과 61명의 학생(여성은 8명)으로 개교하였다. 대학원은 급속도로 성장하여 1920년 420명의 학생이 등록하였으며 1924년에는 박사과정을 추가하였다.
MBA 과정은 연간 약 750명 정원에 약 6,000명이 지원하며 신입생 평균 GMAT 점수는 716점이고 평균 학부 GPA는 3.5이다.

## 순위
2014년 《U.S. 뉴스 & 월드 리포트》 미국 경영대학원 종합 MBA 순위에서 8위, 재무(finance) MBA 순위에서 4위, 경영자(executive) MBA 순위에서 5위, 2013년 《포브스》 미국 경영대학원 순위에서 7위, 2021년 《포엣츠&콴츠》의 미국 경영대학원 순위에서 7위를 차지했다.
2021년 《파이낸셜 타임즈》 세계 경영대학원 순위에서는 세계 2위에 등재되었다.

## 학생동아리
- Military in Business Association